# Гоянезия-ду-Пара

Гоянезия-ду-Пара на карте штата.

Гоянезия-ду-Пара (порт. Goianésia do Pará) — муниципалитет в Бразилии, входит в штат Пара. Составная часть мезорегиона Юго-восток штата Пара. Входит в экономико-статистический микрорегион Парагоминас. Население составляет 30 436 человек на 2010 год. Занимает площадь 7023,941 км². Плотность населения — 4,33 чел./км².

## Демография
Согласно сведениям, собранным в ходе переписи 2010 г. Национальным институтом географии и статистики (IBGE), население муниципалитета составляет:
| Полное население                               | Полное население                               | Полное население                               | Полное население                               | 30 436 |
| ---------------------------------------------- | ---------------------------------------------- | ---------------------------------------------- | ---------------------------------------------- | ------ |
| в том числе:                                   | Городское население                            | 21 082                                         | Процент городского населения, %                | 69,27  |
|                                                | Сельское население                             | 9354                                           | Процент сельского населения, %                 | 30,73  |
|                                                | Мужское население                              | 15 750                                         | Процент мужского населения, %                  | 51,75  |
|                                                | Женское население                              | 14 686                                         | Процент женского населения, %                  | 48,25  |
| Плотность населения, чел/км²                   | Плотность населения, чел/км²                   | Плотность населения, чел/км²                   | Плотность населения, чел/км²                   | 4,33   |
| Население муниципалитета в % к населению штата | Население муниципалитета в % к населению штата | Население муниципалитета в % к населению штата | Население муниципалитета в % к населению штата | 0,40   |

По данным оценки 2015 года, население муниципалитета составляет 37 975 жителей.

## Статистика
- Валовой внутренний продукт на 2003 год составляет 81 482 676,00 реалов (данные: Бразильский институт географии и статистики).
- Валовой внутренний продукт на душу населения на 2003 год составляет 2.979,80 реалов (данные: Бразильский институт географии и статистики).
- Индекс развития человеческого потенциала на 2000 год составляет 0,665 (данные: Программа развития ООН).

## География
Климат местности: тропический.

## Важнейшие населенные пункты
| № | Населённый пункт        | Населённый пункт (порт.) | Категория | Население чел. (2010) | На карте                       |
| - | ----------------------- | ------------------------ | --------- | --------------------- | ------------------------------ |
| 1 | Гоянезия-ду-Пара        | Goianésia do Pará        | город     | 21 082                | 3°50′35″ ю. ш. 49°06′07″ з. д. |
| 2 | Порту-Нову (Мулату)     | Porto Novo ou Mulato     | поселок   | 1068                  | 4°25′06″ ю. ш. 49°23′28″ з. д. |
| 3 | Носса-Сеньора-Апаресида | Nossa Senhora Aparecida  | поселок   | 79                    | 3°33′27″ ю. ш. 49°01′40″ з. д. |